# Tresor
Tresor är en technoklubb och ett skivbolag i Berlin.

## Klubben

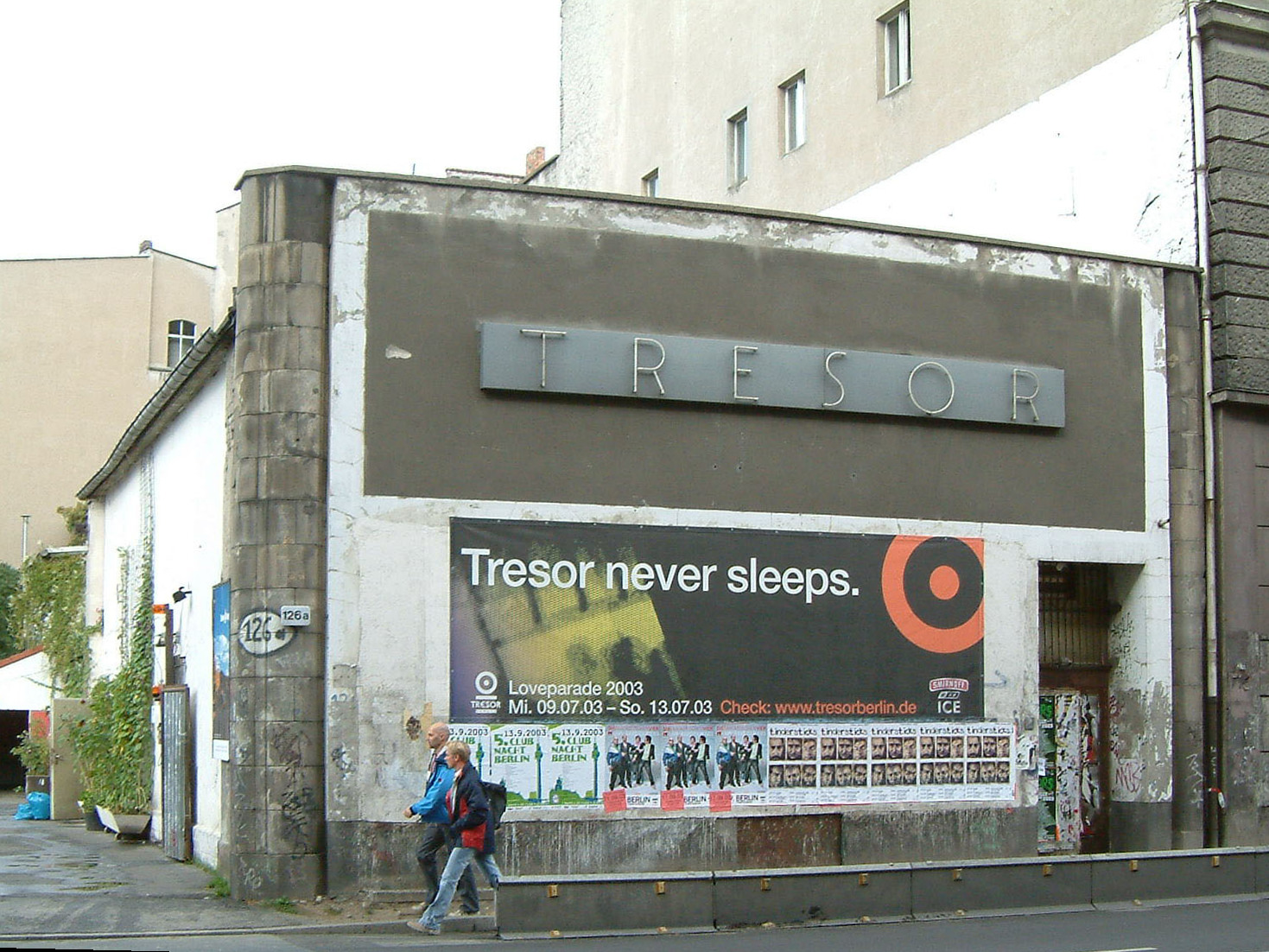
Tresors ursprungliga lokal på Leipziger Strasse 126a, där idag Mall of Berlin ligger.

Klubben startades i mars 1991 av bland andra Dimitri Hegemann efter att hans klubb, Ufo Club, tvingats stänga året före på grund av finansiella problem. Tresor öppnade i varuhuset Wertheims gamla kassavalv (Tresor är tyska för kassvalv) i stadsdelen Mitte i forna Östberlin. Tresor blev snart populärt och är än idag, efter ett antal omvandlingar, en internationellt välkänd klubb. 2005 stängde klubben efter att marken sålts. Man öppnade dock igen år 2007 på annan plats, nu i ett gammalt kraftverk på Köpenicker Strasse i Mitte. Tresor har flera golv där främst hard, industrial och acid techno spelas, men också Globus, där mjukare house spelas.

## Skivbolaget
Tresor Records startades strax efter klubben, i oktober 1991. Bland artisterna kan nämnas Jeff Mills, Juan Atkins, Joey Beltram, Blake Baxter och Cristian Vogel.

## Diskografi
- Tresor 1: X-101: X-101 (12"/CD)
- Tresor 2: Dream Sequence feat. Blake Baxter – Dream Sequence (12"/ CD)
- Tresor 3: Eddie Flashin' Fowlkes & 3MB – 3MB featuring Eddie Flashin' Fowlkes (2x12"/CD)
- Tresor 4: X-102: Discovers The Rings Of Saturn (2x12"/CD)
- Tresor 5: Ingator II – Skyscratch (Mano Mano) (12"/CD)
- Tresor 6: 3 Phase Feat. Dr. Motte – Der Klang Der Familie (12"/CD)
- Tresor 7: Blake Baxter & Eddie Flashin' Fowlkes – The Project (2x12"/CD)
- Tresor 8: Eddie Flashin' Fowlkes & 3MB – The Birth Of Technosoul (2x12"/CD)
- Tresor 9: 3MB – 3MB Feat. Magic Juan Atkins (2x12"/CD)
- Tresor 10: X-103: Thera EP (12")
- Tresor 11: Jeff Mills – Waveform transmission Vol. 1 (2x12"/CD)
- Tresor 11: Jeff Mills – Waveform transmission Vol. 1 (Mispress) (2x12")
- Tresor 12: X-103: Atlantis (2x12"/CD)
- Tresor 13: Various – Detroit Techno Soul EP (12")
- Tresor 14: Various – Detroit Techno Soul Compilation (CD)
- Tresor 15: Tomi D. – You Are An Angel / B Basic (12")
- Tresor 16: System 01: Mind Sensations (12"/CD)
- Tresor 17: Vision, The – Waveform Transmission Vol. 2 (2x12"/CD)
- Tresor 18: TV Viktor – Trancegarden:Invitation Vol. 1 (CD)
- Tresor 19: 3 Phase – Straight Road (12"/CD)
- Tresor 20: 3 Phase – Schlangenfarm (2x12"/CD)
- Tresor 21: Piers Headley – Music For Toilets (CD)
- Tresor 22: Cristian Vogel – Absolute Time (2x12"/CD)
- Tresor 23: Jeff Mills – The Extremist (12")
- Tresor 25: Jeff Mills – Waveform Transmission Vol. 3 (2x12"/CD)
- Tresor 26: System 01: Take My Soul (12"/CD)
- Tresor 27: Robert Hood – Internal Empire (2x12"/CD)
- Tresor 28: System 01: Drugs Work (2x12"/CD)
- Tresor 29: Dream Sequence Feat. Blake Baxter – Endless Reflection (2x12"/CD)
- Tresor 30: Bam Bam – Best Of Westbrook Classics (2x12"/CD)
- Tresor 31: Blake Baxter – Reach Out (12")
- Tresor 32: Robert Hood – Master Builder (12"/CD)
- Tresor 33: Joey Beltram – Game Form (12"/CD)
- Tresor 34: Joey Beltram – Places (2x12"/CD)
- Tresor 35: Various – Sirius (2x12"/CD)
- Tresor 36: Various – Magic Tracks Feat. Juan Atkins (12")
- Tresor 37: Gagarin Kongress – Astralleib (12")
- Tresor 38: Blake Baxter – Energizer (12")
- Tresor 39: Vigipirate – Boom EP (12")
- Tresor 40: Joey Beltram – Instant (12"/CD)
- Tresor 41: Bam Bam – The Strong Survive (12"/CD)
- Tresor 42: Bam Bam – The Strong Survive (2x12"/CD)
- Tresor 43: Various – 313 (12"/CD)
- Tresor 44: Cristian Vogel – Bite & Scratch (12")
- Tresor 45: Cristian Vogel – Body Mapping (2x12"/CD)
- Tresor 46: Renee Feat. Taj – When I Dream (12")
- Tresor 47: Eddie Flashin' Fowlkes Groovin / C.B.R (12")
- Tresor 48: Infiniti – The Infiniti Collection (12"/CD)
- Tresor 49: Eddie Flashin' Fowlkes – Black Technosoul (CD)
- Tresor 50: Joey Beltram – Metro (12")
- Tresor 51: Blake Baxter – La La Song (12")
- Tresor 52: Infiniti – Higher (12")
- Tresor 53: Neil Landstrumm – Understanding Disinformation (2x12"/CD)
- Tresor 54: Neil Landstrumm – Praline Horse (12")
- Tresor 55: Pacou – Reel Techno (12")
- Tresor 56: Holy Ghost – The Mind Control Of Candy Jones (2x12"/CD)
- Tresor 57: Scan 7 – Dark Territory (2x12"/CD)
- Tresor 58: Si Begg – Opus EP (12")
- Tresor 59: Tobias Schmidt – Is It Peace To Point The Gun? (12")
- Tresor 60: Blue Arsed Fly – Knackered EP (12")
- Tresor 61: Holy Ghost – Manchurian Candidate (12")
- Tresor 63: Various – Tresor IV – Solid (2x12"/CD)
- Tresor 64: Various – Tresor V (2x12"/CD)
- Tresor 65: Cristian Vogel – (Don't) Take More (12")
- Tresor 66: Cristian Vogel – All Music Has Come To An End (2x12"/CD)
- Tresor 67: Holy Ghost – Electra Spectre (12")
- Tresor 68: Pacou – Cortex Delay (12")
- Tresor 69: Pacou – Symbolic Language (2x12"/CD)
- Tresor 72: Surgeon – First (12")
- Tresor 73: Surgeon – Basictonalvocabulary (2x12"/CD)
- Tresor 74: Blake Baxter Sex Tech (12")
- Tresor 75: Vice – The Pressure EP (12")
- Tresor 76: Jeff Mills – Waveform Transmission Vol. 3 (2x12"/CD)
- Tresor 77: Robert Hood – Internal Empire (2x12"/CD)
- Tresor 77: Robert Hood – Internal Empire (Mispress) (2x12")
- Tresor 78: Joey Beltram – Places (2x12"/CD)
- Tresor 81: Neil Landstrumm – Scandinavia Sessions (12")
- Tresor 82: Neil Landstrumm – Bedrooms And Cities (2x12"/CD)
- Tresor 82: Neil Landstrumm – Bedrooms And Cities (Mispress) (2x12")
- Tresor 83: Holy Ghost – Gone Fishin' (12")
- Tresor 84: Holy Ghost – The Art Lukm Suite (2x12"/CD)
- Tresor 85: Surgeon – Basictonal – Remake (12")
- Tresor 86: Tobias Schmidt – The Black Arts EP (12")
- Tresor 87: DJ T-1000 – Jetset Lovelife (12")
- Tresor 88: Scan 7 – Beyond Sound (12")
- Tresor 89: Pacou – Symbolic Language (Remixes) (12")
- Tresor 90: Joey Beltram – Ball Park (12")
- Tresor 91: Chrislo – Hangars D'Orion (12")
- Tresor 91: Chrislo – Hangars D'Orion (Mispress) (12")
- Tresor 92: Chrislo – Low (2x12"/CD)
- Tresor 93: Various – Globus Mix Vol. 1 (CD)
- Tresor 94: Various – Headquarters (2x12"/CD)
- Tresor 95: Surgeon – Balance Remakes (12")
- Tresor 96: Surgeon – Balance (2x12"/CD)
- Tresor 97: Various – Tresor III Compilation (2x12"/CD)
- Tresor 98: Various – Globus Mix Vol. 2: A Decade Underground (CD)
- Tresor 99: Pacou – No Computer Involved (2x12"/CD)
- Tresor 100: Various – Tresor 100 (Tresor Compilation Vol. 6) (2x12")
- Tresor 101: Leo Laker – 6 A.M. (12")
- Tresor 102: Blake Baxter – Disko Tech EP (12")
- Tresor 103: Neil Landstrumm – Pro Audio (2x12"/CD)
- Tresor 104: Tobias Schmidt & Dave Tarrida – The Test (12")
- Tresor 105: Infiniti – Skynet (2x12"/CD)
- Tresor 106: Advent, The – Sound Sketches (12")
- Tresor 107: Holy Ghost – Live In Amsterdam (12")
- Tresor 108: Joey Beltram – Game Form / Instant (12")
- Tresor 109: Various – Annex 2 (CD)
- Tresor 110: Cristian Vogel – Busca Invisibles (2x12"/CD)
- Tresor 111: Sender Berlin – Spektrum Weltweit (2x12"/CD)
- Tresor 112: Pacou – A Universal Movement (12")
- Tresor 113: DisX3 – Brothers In Mind (12")
- Tresor 114: Stewart S. Walker – Nothing Produces Stark Imagery (12")
- Tresor 115: Various – Globus Mix Vol. 3: Sturm Und Drang (CD)
- Tresor 116: Surgeon – Force + Form Remakes (12")
- Tresor 117: Surgeon – Force + Form (2x12"/CD)
- Tresor 118: Savvas Ysatis – Alright (12")
- Tresor 119: Leo Laker – Tontunmäki EP (12")
- Tresor 120: Cristian Vogel – General Arrepientase (12")
- Tresor 121: Scan 7 – Resurfaced (2x12"/CD)
- Tresor 122: Savvas Ysatis – Highrise (2xLP/CD)
- Tresor 123: Various – Tresor Compilation Vol. 7 (2x12"/CD)
- Tresor 124: The Advent – Sound Sketchez#2 (2x12")
- Tresor 125: Tobias Schmidt – Dark Of Heartness (2x12"/CD)
- Tresor 126: Dave Tarrida Postmortem Pop (12")
- Tresor 127: Vice – Trojan Horse EP (12")
- Tresor 128: DJ T-1000 – Progress (2x12"/CD)
- Tresor 129: Drexciya – Neptune's Lair (2x12"/CD)
- Tresor 130: Drexciya – Fusion Flats (12")
- Tresor 131: Various – Tresor 7.5 (12")
- Tresor 132: Infiniti – Never Tempt Me (2x12"/CD)
- Tresor 133: DisX3 – Sequenzed Function (12")
- Tresor 134: Diskordia – Mala Mazza (12")
- Tresor 135: Various – Demo Tracks #01 (2x12"/CD)
- Tresor 136: Various – Annex 3 (CD)
- Tresor 137: Drexciya – Hydro Doorways (12")
- Tresor 138: Pacou – State Of Mind (2x12"/CD)
- Tresor 139: Holy Ghost – The Jesus Nut (12")
- Tresor 140: Sender Berlin – Spektrum Weltweit (Remixes) (12")
- Tresor 141: Terrence Dixon – From The Far Future (2x12"/CD)
- Tresor 142: Various – Globus Mix Vol. 4: The Button Down Mind Of Daniel Bell (CD)
- Tresor 143: Sterac – Untitled (12")
- Tresor 144: Subhead – Arucknophobia (12")
- Tresor 145: James Ruskin – Point 2 (2x12"/CD)
- Tresor 146: Stewart S. Walker – Reformation Of Negative Space EP (12")
- Tresor 147: Karl O'Connor & Peter Sutton – Againstnature (2x12"/CD)
- Tresor 148: Pacou – Fireball (12")
- Tresor 149: Blake Baxter – EP Frequencies / Dream Sequence (12"/CD)
- Tresor 150: Various – Tresor 2000: Compilation Vol. 8 (2x12"/CD)
- Tresor 151: TV Victor – Timeless Deceleration (2xCD)
- Tresor 152: Subhead – Neon Rocka (2x12"/CD)
- Tresor 153: Diskordia – So Big & So Close (12")
- Tresor 154: Dave Tarrida – Scream Therapy (12")
- Tresor 155: Jeff Mills Metropolis 2 (12"/CD)
- Tresor 156: The Advent – 3rd Sketch (12")
- Tresor 157: Matthew Herbert – Mistakes (12")
- Tresor 157: Various – Globus Mix Vol. 5: Metthew Herbert – Letsallmakemistakes (CD)
- Tresor 158: Tobias Schmidt – Destroy (2x12"/CD)
- Tresor 159: Dream Sequence III Feat. Blake Baxter. FM Disko (12")
- Tresor 160: Dream Sequence Feat. Blake Baxter The Collective (2x12"/CD)
- Tresor 161: Dave Tarrida – Paranoid (2x12"/CD)
- Tresor 162: Dave Tarrida – Paranoid (Again) (12")
- Tresor 163: Various – Tresor Compilation Vol. 10: True Spirit (Special Edition) (CD)
- Tresor 164: Model 500 / Daniel Bell / Cristian Vogel – Sirius Is A Freund (Archiv #01) (12")
- Tresor 165: Bam Bam – Where Is Your Child (Archiv #02) (12")
- Tresor 166: Robert Hood – Master Builder (Archiv #03) (12")
- Tresor 167: DJ Shufflemaster – EXP (2x12"/CD)
- Tresor 168: Kelli Hand – Detroit History Part 1 (2x12"/CD)
- Tresor 169: Fumiya Tanaka – Drive EP (12")
- Tresor 170: Neil Landstrumm – Glamourama EP (12")
- Tresor 171: Savvas Ysatis – Select (2x12"/CD)
- Tresor 172: Ben Sims – Dubs 2 (12")
- Tresor 173: James Ruskin – Into Submission (2x12"/CD)
- Tresor 174: Various – Compilation Vol. 9 (2x12"/CD)
- Tresor 175: DJ Shufflemaster – Angel Gate (12")
- Tresor 176: Fumiya Tanaka – Unknown Possibility Vol. 2 (2x12"/CD)
- Tresor 177: Neil Landstrumm – She Took A Bullet Meant For Me (2x12"/CD)
- Tresor 178: Subhead – Baby Takes Three EP (12")
- Tresor 179: Tobias Schmidt – Real Life (12")
- Tresor 180: Various – Annex 4 (CD)
- Tresor 181: Drexciya – Harnessed The Storm (2x12"/CD)
- Tresor 182: Drexciya – Digital Tsunami (12")
- Tresor 183: Jeff Mills – Late Night (Archive #04) (12")
- Tresor 184: Dream Sequence Feat. Blake Baxter – Deep N Da Groove (Remix) (12")
- Tresor 185: Various – True Spirit (Part I) (2x12"/3xCD)
- Tresor 186: Various – True Spirit (Part II) (2x12")
- Tresor 188: Angel Alanis & Rees Urban – Bastard Traxx Vol. 1 (12")
- Tresor 189: Sender Berlin – Gestern Heute Morgen (2x12"/CD)
- Tresor 190: Eddie Flashin' Fowlkes – My Soul (Archiv #05) (12")
- Tresor 191: Dave Tarrida – Plays Records (12")
- Tresor 191: Various – Globus Mix Vol. 6: Dave Tarrida Plays Records (CD)
- Tresor 192: Cristian Vogel – Dungeon Master (2x12"/2xCD)
- Tresor 193: Chester Beatty – A Taste Of Honey (12")
- Tresor 194: Blake Baxter – One More Time (Archiv #06) (12")
- Tresor 195: The Advent – Sketched For Life (2x12"/2xCD)
- Tresor 196: Shifted Phases – The Cosmic Memoirs Of The Late Great Rupert J. Rosinthrope (2x12")
- Tresor 197: Various – Headquarters Berlin (2x12"/2xCD)
- Tresor 198: Mover, The – Frontal Frustration (2x12"/CD)
- Tresor 199: Angel Alanis & Rees Urban – Present Pair Of Jacks "Full House" (2x12")
- Tresor 200: Scion – arrange & process Basic Channel tracks (CD)
- Tresor 201: House Of Fix, The – 21st Century (12"/2xCD)
- Tresor 202: Chester Beatty – Shot Of Love (12"/CD)
- Tresor 203: Din-St – Club Goods Vol 1 (12")
- Tresor 204: Rumenige – Petrzalka EP (12")
- Tresor 205: Various – Tresor Never Sleeps (CD)
- Tresor 205.5: Various – Tresor Never Sleeps (12")
- Tresor 206: Stewart Walker – Live Extracts (2x12"/CD)
- Tresor 207: Leo Laker – Somos Pocos, Pero Estamos Locos EP (12")
- Tresor 208: Organ Grinder – Life In The Shade (12")
- Tresor 209: Pacou – Last Man Standing EP (12")
- Tresor 211: Cybotron / Model 500 – Alleys Of Your Mind / Off To Battle (12")
- Tresor 212: Various – Tresor Compilation Vol. 12: Illumination (2x12"/CD)
- Tresor 213: Joey Beltram – Beyonder (12")
- Tresor 214: Joey Beltram – The Rising Sun (3x12"/CD)
- Tresor 215: Juan Atkins – The Berlin Sessions (2x12"/CD)
- Tresor 216: Juan Atkins – 20 Years Metroplex: 1985-2005 (2xCD)
- Tresor 217: Todd Bodine – Particles EP (12")
- Tresor 218: Joey Beltram – Live@Womb (CD)
- Tresor 219: Cisco Ferreira – T.R.I.N.I.T.Y. (3x12"/CD)
- Tresor 220: Various – Tresor Compilation Vol. 13: It's Not Over (2x12"/2xCD)
- Tresor 221: Todd Bodine – Surfaces (CD)
- Tresor 222: Bill Youngman – Born EP (12")
- Tresor 223: Jeff Mills – Blue Potential (Live With Montpellier Philharmonic Orchestra) (DVD)
- Tresor 224: Cisco Ferreira – T.R.I.N.I.T.Y. Remixed (12")
- Tresor 225: Dave Tarrida – Gauteng Fever EP (12")
- Tresor 226: Joey Beltram – Code 6 (12")
- Tresor 227: Octave One – Off The Grid (12"/CD/DVD)
- Tresor 228: Tim Wright – Definitely Wrong (12")
- Tresor 229: Octave One – Off The Grid (2x12")